# Strike Master
Strike Master (oft auch Strikemaster) ist eine mexikanische Thrash-Metal-Band aus Mexiko-Stadt, die im Jahr 2005 gegründet wurde.

## Geschichte
Die Band wurde im Jahr 2005 von Gitarrist und Sänger Colonel Francisco Kmu, Bassist Sergeant Diego und Schlagzeuger Commander Chávez gegründet. Zusammen nahmen sie das erste Demo auf und veröffentlichten es noch im selben Jahr unter dem Namen  Murder in the Kitchen. Anfang 2006 folgten die ersten lokalen Auftritte in Mexiko. Zudem nahm die Band ein zweites Demo auf und wurde unter dem Namen Rushed Death auf Konzerten verkauft. Im Sommer schloss sich der erste internationale Auftritt in Puerto Rico an. Zu dieser Zeit nahm die Band ihr Debütalbum Up for the Massacre und veröffentlichte es im selben Jahr über Blower Records.
Im Jahr 2007 folgten weitere nationale und internationale Konzerte. Im selben Jahr verließ Sergeant Diego die Band und wurde durch Captain Ricardo Espinosa ersetzt. Im Jahr 2008 schloss sich die EP Inflexible Steel. Um die neue Ep zu bewerben, schloss sich der Veröffentlichung eine Tour durch Europa an. Darunter war auch ein Auftritt auf dem Keep It True, wobei Strike Master die erste mexikanische Band auf diesem Festival war. Im Jahr 2009 begann die Band mit den Arbeiten zu einem weiteren Album. Zudem heilt die Band eine Tour durch Südamerika, mit Auftritten in Brasilien, Bolivien, Peru, Ecuador und Kolumbien. Das neue Album Vicious Nightmare erschien im September 2009 bei Marquee Records. Auf dem Album war, wie auch schon auf der EP vorher, Kenny Powel (Omen, Vicious Rumors) als Gast zu hören. Am 24. Oktober spielte die Band als Vorgruppe für Overkill, was der letzte Auftritt für Schlagzeuger Commander Chavez sein sollte. Als neuer Schlagzeuger kam Lieutenant Watson im Jahr 2010 zur Besetzung. 2011 erschien das nächste Album Majestic Strike bei Blower Records.

## Stil
Die Band spielt klassischen Thrash Metal, der an die Musik von Sacrifice erinnert.

## Diskografie
- Murder in the Kitchen (Demo, 2005, Eigenveröffentlichung)
- Rushed Death (Demo, 2006, Eigenveröffentlichung)
- Outbreak of Evil Vol. IV (Split mit Possessor, Blüdwülf und Metal Skool, 2006, Nuclear War Now! Productions)
- Up for the Massacre (Album, 2006, Blower Records)
- Inflexible Steel (EP, 2008, Blower Records)
- Vicious Nightmare (Album, 2009, Marquee Records)
- Thirsty of Metal (Split mit Dominus Praelii, The Force und Ursus, 2010, Violent Music)
- Re Thrashing The Old Skull (Kompilation, 2011, Blower Records)
- Drunken Metal League Vol. 1 (Kompilation, 2011, DML Records)
- Majestic Strike (Album, 2011, Blower Records)